# Michel Dach
Michel Dach (ur. 5 maja 1950 w Soisy-sous-Montmorency) – francuski lekkoatleta, sprinter.
Zdobył brązowy medal w sztafecie 4 × 2 okrążenia na halowych mistrzostwach Europy w 1972 w Grenoble (sztafeta francuska biegła w składzie: Patrick Salvador, André Paoli, Dach i Gilles Bertould).
Był mistrzem Francji w hali w biegu na 400 metrów w 1972.
Rekordy życiowe Dacha:
- bieg na 200 metrów – 21,8 s (1968)
- bieg na 400 metrów – 46,9 s (23 lipca 1972. Colombes)